# Francisco Javier Elorriaga
Francisco Javier Elorriaga Iturriagagoitia (Abadiño, 3 dicembre 1947) è un ex ciclista su strada spagnolo di origine basca.
Da dilettante vinse due medaglie d'oro ai VI Giochi del Mediterraneo nel 1971; fu poi professionista dal 1972 al 1980, vincendo due tappe alla Vuelta a España.

## Carriera
Da dilettante vinse la medaglia d'oro ai Giochi del Mediterraneo 1971 svolti a Smirne, sia nella prova in linea, battendo in volata Francesco Moser, sia nella cronometro a squadre; nel 1972 fece inoltre parte della spedizione spagnola impegnata ai Giochi olimpici a Monaco di Baviera.
Professionista dall'ottobre del 1972 al 1980, si aggiudicò due tappe alla Vuelta a España (nel 1978 e nel 1980) e la classifica dei traguardi volanti nel 1974. Prese parte a tutti e tre i Grandi Giri, per un totale di dieci partecipazioni, non riuscì a concludere solamente il suo unico Tour de France corso nel 1978 (poiché fu costretto al ritiro nel corso della tredicesima tappa), ottenendo come miglior risultato in classifica generale il sedicesimo posto alla Vuelta a España 1974.
Ottenne molti successi nelle brevi corse a tappe e nelle classiche del panorama spagnolo concludendo la carriera circa una quarantina di vittorie e con piazzamenti di valore quali i secondi posti alla Vuelta al País Vasco ed alla Klasika Primavera del 1976 e i podi ai campionati nazionali. Indossò inoltre la maglia della Nazionale spagnola ai campionati del mondo 1976 e 1979.

## Palmares
- 1969 (Dilettanti)

2ª tappa Vuelta a Levante
- 1971 (Dilettanti)

Giochi del Mediterraneo, Prova in linea
Memorial Sabino Zamarripa
- 1972 (Dilettanti)

Gran Premio Liberación
6ª tappa Tour de Pologne (Sanok > Krynica)
- 1973 (KAS, otto vittorie)

Trofeo Masferrer
Gran Premio de Llodio
2ª tappa Vuelta a Asturias (Pola de Siero > Avilés)
3ª tappa Vuelta a Andalucía (Archidona > Cordova)
4ª tappa, 1ª semitappa, Vuelta a Aragón (Teruel > Brea de Aragón)
4ª tappa, 2ª semitappa, Vuelta a Aragón (Brea de Aragón > Tarazona)
4ª tappa, 1ª semitappa, Vuelta al País Vasco (Pamplona > Lekunberri)
2ª tappa Tres Días de Leganés (Leganés > Leganés)
- 1974 (KAS, cinque vittorie)

1ª tappa Vuelta a Aragón
Classifica generale Vuelta a Aragón
3ª tappa Vuelta a Cantabria
4ª tappa, 1ª semitappa, Vuelta a Cantabria
6ª tappa Vuelta a Mallorca (Palma de Mallorca > Palma de Mallorca)
- 1975 (KAS, quattro vittorie)

Clásica a Segovia - Torrejón-DYC
1ª tappa Vuelta a la Rioja
Classifica generale Vuelta a la Rioja
4ª tappa Vuelta a Asturias (Avilés > Cangas del Narcea)
- 1976 (Super Ser, otto vittorie)

2ª tappa Vuelta a Aragón
4ª tappa Vuelta a Aragón
5ª tappa, 2ª semitappa, Vuelta a Aragón
Classifica generale Vuelta a Aragón
1ª tappa, 1ª semitappa, Vuelta al País Vasco (Iratxe > Iratxe, cronometro)
3ª tappa Vuelta al País Vasco (Salvatierra > Goiura)
2ª tappa Tres Días de Leganés (Leganés > Leganés)
3ª tappa Tres Días de Leganés (Leganés > Leganés)
- 1977 (Teka, sei vittorie)

Grande Premio de Caboalles de Abajo
3ª tappa Tres Días de Leganés (Leganés > Leganés)
Classifica generale Tres Días de Leganés
1ª tappa, 1ª semitappa, Vuelta al País Vasco (Hondarribia > Hondarribia)
1ª tappa Vuelta Asturias (Gijón > Llanes)
3ª tappa Vuelta a Cantabria (Reinosa > Aguilar de Campoo)
- 1978 (Teka, sei vittorie)

Gran Premio de Valencia
Trofeo Salvador Botella
Prologo Vuelta Asturias (Villaviciosa > Villaviciosa, cronometro)
2ª tappa Vuelta Asturias (Gijón > Llanes)
11ª tappa, 1ª semitappa, Vuelta a España (Calafell > Barcellona)
2ª tappa, 2ª semitappa, Vuelta a Cantabria (Laredo > Pedrena)
- 1980 (Flavia, due vittorie)

15ª tappa Vuelta a España (Orense > Ponferrada)
1ª tappa, 2ª semitappa, Gran Premio Navarra - Estella (Irache > Irache)

### Altri successi
- 1967 (Dilettanti)

Campionati spagnoli, Cronometro a squadre dilettanti
- 1971 (Dilettanti)

Giochi del Mediterraneo, Cronometro a squadre
- 1974 (KAS)

Classifica dei traguardi volanti Vuelta a España
2ª tappa, 2ª semitappa Vuelta a Asturias (Gijón > Gijón, cronosquadre)
- 1976 (KAS)

Classifica a punti Vuelta al País Vasco
- 1978 (KAS)

2ª tappa, 1ª semitappa Vuelta a Cantabria (Castro Urdiales > Laredo, cronosquadre)
- 1980 (Flavia-Gios)

1 tappa, 3ª semitappa, Alsasua (corsa a punti)

## Piazzamenti

### Grandi Giri
- Giro d'Italia

1975: 58º
1977: 98º
- Tour de France

1978: ritirato (13ª tappa)
- Vuelta a España

1973: 46º
1974: 16º
1976: 26º
1977: 24º
1978: 27º
1979: 51º
1980: 42º

### Classiche monumento
- Milano-Sanremo

1976: 75º
1977: 138º
1978: 124º
- Liegi-Bastogne-Liegi

1973: 29º

### Competizioni mondiali
- Campionato del mondo

Montreal 1976 - In linea: 18º
Nürburgring 1979 - In linea: ?
- Giochi olimpici

Monaco di Baviera 1972 - In linea: 16º
- Giochi del Mediterraneo

Smirne 1971 - In linea: vincitore
Smirne 1971 - Cronosquadre: vincitore